# Mont Aylmer (Estrie)
Pour l’article homonyme, voir Mont Aylmer.
Le mont Aylmer est une montagne en Estrie, au Québec qui fait partie des Appalaches ; son altitude est de 532 mètres.

## Géographie
La montagne est située dans la municipalité de Stratford, à l'est de la vallée de la rivière Saint-François, dans la MRC Le Granit.